# نوبلفورد (ألبرتا)
نوبلفورد (بالإنجليزية: Nobleford)‏ هي قرية تقع في كندا في ألبرتا. يقدر عدد سكانها بـ 1,000 نسمة ومساحتها 1.54 كم2 وترتفع عن سطح البحر 985 متر.